# الراية الإنجليزية والمحضر (رواية)
الراية الإنجليزية والمحضر هي رواية تاريخية كتبها المؤلف المجري إمره كرتيس الحائز على جائزة نوبل للأدب2002، نُشرت لأول مرة عام 1935، وتُعد من أبرز أعماله التي تمزج بين الخيال والتاريخ.نُشرت عن دار المدى للطباعة والنشر والتوزيع، بتاريخ 1 أكتوبر 2005، بترجمة ثائر صالح، وتقع في حوالي 83 صفحة .

## نبذة عن الرواية
تدور أحداث الرواية في العصور الوسطى بإنجلترا، وتتناول القصة الحقيقية للمحضر جون ويتكروفت، الذي كُلّف بمراقبة أعمال العمال في قرية ليسترشير، وسط ظروف اجتماعية وسياسية واقتصادية معقدة. تُسلّط الرواية الضوء على الظلم الطبقي والفساد والصراعات السياسية، وتُبرز تأثير البيئة والزمان على الشخصيات، خاصة من خلال شخصية إستير جريمسباغ، الخادمة التي تعاني من الإحباط والعزلة، وتدخل في صراعات داخلية وخارجية تعكس واقع المجتمع الفيكتوري. بأسلوب سردي سلس ومشحون بالعاطفة، تُقدّم الرواية شخصيات واقعية ذات عمق نفسي، مما يجعلها قطعة أدبية تجمع بين التشويق والرمزية والنقد الاجتماعي.

## شخصيات الرواية
- جون ويتكروفت: المحضر الذي يُكلّف بمراقبة أعمال العمال في قرية ليسترشير، ويُجسّد شخصية السلطة التي تتأرجح بين الواجب والشكوك، ويُعد محورًا رئيسيًا في تطور الأحداث.
- إستير جريمسباغ: خادمة في منزل السيد والسيدة باغوت، تعاني من الإحباط والعزلة، وتدخل في صراعات داخلية وخارجية تُبرز واقع الطبقات الدنيا في المجتمع الفيكتوري.
- السيدة باغوت: امرأة ذات اهتمام بالتاريخ والتحف القديمة، تُظهر جانبًا معقّدًا من شخصيتها بين الحنان والسلطة، وتُشكّل علاقة متوترة مع إستير .
- جون دروسدال (الإنجليزي): شخصية غامضة تحمل ماضيًا مظلمًا، تتطور علاقته بإستير بشكل مثير للشك، ويُثير تساؤلات حول نواياه الحقيقية.
- هنيبال ماغوايرتي: مجهول يقتحم منزل باغوت، ويُحدث حالة من الفوضى والتوتر، مما يُضيف عنصر الغموض والتشويق للرواية .

## اقتباساس من الرواية
"السلطة لا تُمنح، بل تُنتزع، وغالبًا ما تكون أثقل من أن تُحمل دون أن تنكسر الروح."
"إستير لم تكن خادمة فحسب، بل مرآة لزمنٍ لا يعترف بالضعف، ولا يمنح فرصة للنجاة."
"الراية التي ترفرف فوق رؤوسنا ليست دائمًا راية النصر، بل قد تكون راية الخوف."
"كل باب يُغلق في وجه الحقيقة، يُفتح في وجه الشك."
"حين ترفرف الراية، لا أحد يسأل من مات تحتها، بل من انتصر بها."
"البيت الذي لا يعرف الحقيقة، يعرف الخوف فقط."
"جون ويتكروفت لم يكن محضرًا فحسب، بل شاهدًا على زمنٍ يكتب نفسه بالدم."
"إستير كانت تبحث عن نافذة، فوجدت جدارًا من الصمت."

"الراية ليست قطعة قماش، بل تاريخ يُرفع فوق رؤوس من لا يملكونه."أسلوب 

## أسلوب الرواية
تتميّز رواية الراية الإنجليزية والمحضر للكاتب المجري إمره كرتيس بأسلوب سردي يجمع بين الرمزية والواقعية التاريخية، حيث يُوظّف الكاتب لغة سلسة ومشحونة بالعاطفة، تُبرز التوترات النفسية والاجتماعية التي تعيشها الشخصيات في سياق العصور الوسطى بإنجلترا. يعتمد كرتيس على بناء درامي متدرّج يُظهر تطوّر الشخصيات من خلال صراعات داخلية وخارجية، ويُسلّط الضوء على قضايا مثل الظلم الطبقي، الفساد، والهوية الفردية. كما يُدمج عناصر ميتافيزيقية وتأملية تُضفي على النص طابعًا فلسفيًا، مما يجعل الرواية قطعة أدبية فريدة تُوازن بين التشويق والنقد الاجتماعي، وتُجسّد تأثير البيئة والزمان على مصائر الأفراد

## ثيمات الرواية
تتناول رواية الراية الإنجليزية والمحضر مجموعة من الثيمات الفكرية والاجتماعية التي تُشكّل جوهرها الفني، أبرزها الظلم الطبقي الذي يُجسّد معاناة الطبقات الدنيا في المجتمع الإنجليزي خلال العصور الوسطى، والهوية الفردية التي تتأرجح بين الانتماء والاغتراب، إضافة إلى السلطة والفساد بوصفهما قوى مهيمنة تُؤثر على مصائر الشخصيات. كما تُبرز الرواية ثيمات العزلة والصراع الداخلي من خلال شخصية إستير جريمسباغ، التي تعاني من التهميش والاضطراب النفسي، والذاكرة والتاريخ عبر مشروع "الراية الإنجليزية" الذي يُعيد طرح الأسئلة حول من يملك الحق في كتابة الماضي. بأسلوب رمزي وتأملي، تُقدّم الرواية رؤية فلسفية عن تأثير البيئة والزمان على الإنسان، وتُجسّد صراعًا وجوديًا بين الحرية والخضوع، مما يجعلها عملًا أدبيًا غنيًا بالمعاني والدلالات